# Dieter E. Appelt
Dieter E. Appelt (*  26. November 1947 in Fürth; † 7. Januar 2016 in Postbauer-Heng) war ein deutscher Politiker (SPD).
Appelt besuchte die Volksschule und machte eine Ausbildung zum Stahlformenbauer. 1975 wurde er Betriebsrat, 1980 wurde er freigestellter Betriebsrat, 1985 Betriebsratsvorsitzender und 1987 Gesamtbetriebsratsvorsitzender. 1991 wurde Appelt Präsident des Europäischen Wirtschaftsausschusses bei Grundig, bis er die Firma im Juli 2002 verließ.
1989 trat Appelt in die SPD ein. Sechs Jahre lang war er Gemeinderat in Postbauer-Heng und dort Fraktionssprecher. Er war auch Kreisvorsitzender der SPD Neumarkt. Am 1. Juli 2000 rückte Appelt für den ausgeschiedenen Abgeordneten Albert Schmid in den Bayerischen Landtag nach. Er saß dort bis zum Ende der Wahlperiode 2003.
Appelt war Träger des Bayerischen Umweltordens.